# 織田同志会 織田征仁
『織田同志会 織田征仁』（おだどうしかい おだせいじ）は、2020年から発売されている、織田征仁を演じる的場浩司主演のオリジナルビデオ。『CONFLICT 〜最大の抗争〜』に登場した天道会若頭補佐織田征仁（征治）のその後を描く。2022年8月25日リリースの10作目『織田同志会 織田征仁 最終章』で完結した。最新作は2022年10月25日リリースの『織田同志会 織田征仁 Another』（1本で完結）。

## 概要
織田征仁は横浜を本拠地とする織田同志会の創始者である（『CONFLICT 〜最大の抗争〜』では織田征治表記）。
織田征仁が登場する作品の時系列順は、
オリジナルビデオ『CONFLICT 〜最大の抗争〜 外伝 織田征仁』（2019年発売）全2作
↓
映画『CONFLICT 〜最大の抗争〜（第一章・第二章）』（2016年劇場公開）
↓
オリジナルビデオ『CONFLICT 〜最大の抗争〜 第三章 - 第八章』（2018年 - 2019年）
↓
オリジナルビデオ『織田同志会 織田征仁』（2020年 - 2022年）全10作
の順である。
このうち、織田征仁が主人公であるのは『CONFLICT 〜最大の抗争〜 外伝 織田征仁』と本作『織田同志会 織田征仁』である。
横浜の狂犬・織田征仁（的場浩司）は映画『CONFLICT 〜最大の抗争〜』に天道会若頭補佐 織田組組長として初めて登場し、『CONFLICT 〜最大の抗争〜 外伝 織田征仁』ではストーリーをさかのぼって織田同志会会長の織田征仁が天道会若頭補佐鷲尾組組長鷲尾一馬（小沢仁志）と出会い天道会入りし実兄織田慶次（宅麻伸）の天道会織田組の二代目を継承することになるまでを描いている。映画『CONFLICT 〜最大の抗争〜』の続編であるオリジナルビデオ『CONFLICT 〜最大の抗争〜』の後が舞台となっているのが本作『織田同志会 織田征仁』であり、服役中だった織田征仁が出所し、天道会に戻らず古巣である横浜の織田同志会に戻ってきたところから本作の物語は始まる。

## キャスト
横浜 織田同志会
- 織田征仁（元・天道会若頭補佐→織田同志会会長）：的場浩司
- 織田同志会会長→副会長 小野田勝利：萩野崇
- 織田同志会副会長→構成員 杉田晋作：青木玄徳
- 織田同志会構成員 高畑リュウ：品川拓哉（1-8）
- 織田同志会構成員 松浦竜一（元・柴崎組若頭）：舘昌美
- 織田同志会構成員 大木幸次（新右翼で修行を経て織田同志会へ）：伊﨑右典（1・2・3）
- 織田征仁の舎弟 矢島龍也：脇知弘
- 元・富士見会若頭補佐→織田同志会構成員 柳慎吾（織田征仁の幼馴染）：佐田正樹（4-10）
- 元・天道会 八木勘吉（スズキ）：上西雄大（4-8）
- 織田同志会構成員 殿井正治：SHU（7）※回想シーン

金狼会
- 金狼会会長 佐久間昇：寺中寿之（1・2・3）
- 金狼会副会長 田辺博史：河合寛之（1・2・3）
- 金狼会幹部 岡山潔：？（1）
- 金狼会組員 山口：小手山雅（1・2・3）
- 金狼会組員：山本淳平（1）
- 金狼会組員：小林敏和（3）※複数
- 元・金狼会 ナラサキ：冨家規政（9・10）

相模会
- 相模会会長 河重義春：原田大二郎（1・2・3）
- 相模会若頭 猪瀬組組長→相模連合会長 猪瀬義男：川本淳市
- 相模会若頭補佐→相模連合幹部 堂本力也：松田優（1-6）
- 相模連合組員 堂本の舎弟 滝口：榎木智一（5-6）
- 相模会組員：幸野賀一（1・2）
- 相模会猪瀬組組員 杉田圭作（織田同志会杉田晋作の父親）：飯島大介（1・2・3）

三島会
- 三島会会長 三島剛三：火野正平（4-7）
- 三島会幹部 羽生重文：山本圭壱（4-10）
- 三島会構成員 竹下誠也：中村祐志（8・9・10）

静岡 富士見会
- 富士見会会長 崎山徳三（三島会会長三島剛三と兄弟分）：下元史朗（4）
- 富士見会若頭 上川正巳：ガンビーノ小林（4）

虎松一家
- 虎松一家三代目総長 田川長次郎：堀田眞三（5・6）
- 虎松一家若頭 森野伊志眞（堂本力也と兄弟分）：水元秀二郎（5・6）
- 田川長次郎の実子 田川興治（ストーカー）：高士幸也（5・6）
- 虎松一家五代目総長 神原信光：西本竜樹（7-10）

上州 赤城組
- 赤城組四代目総長 西 勝：伊吹剛（8・9・10）
- 赤城組若頭 一色組組長 一色孝信：石橋保（8・9・10）
- 赤城組若頭補佐 古藤組組長 古藤克也：増本庄一郎（8・9・10）
- 赤城組若頭補佐 新野組組長 新野貴：岡田謙（9・10）
- 赤城組若頭補佐 山梨ブロック長 柴田一家組長 柴田元成：高杉亘（7・8）
- 赤城組柴田一家組員 中野忠雄：本田広登（8・9・10）
- ヒットマン（赤城組柴田一家組員）：小林敏和（8）※複数
- 赤城組西組若頭 村井和正：大賀太郎（9・10）
- アメミヤ：石原和海（9・10）

横浜連合会
- 横浜連合会会長 速水伸晃：宇崎竜童（9・10）
- 秘書：奥村飛鳥（9・10）

警察
- 横浜港署 署長 岩村輝幸：井田國彦（1・2・3）
- 横浜港署 組織犯罪対策課 刑事 桜井栄一：大鶴義丹
- 横浜港署 刑事 横手：真田飛鳥（1・2・3）

その他
- 不動産ブローカー 神谷昴（元・神谷組組長）：宮本大誠
- しがない情報屋 梅本孝也（元・天道会若頭補佐）：宮川浩明（1-8）
- 織田征仁がオーナーのバーの店長 高木香澄：佐藤藍子
- 織田征仁がオーナーのバーの店員 ジュンコ：向有美
- 木下茉莉（ホステス）：彩川ひなの（1-8）
- 陳光子（横浜の不動産屋）：水沢有美（1・2・3・5・6）
- 女を撃とうとして織田征仁に撃たれた男（オープニング）：坂本つとむ（4）※二役
- ラーメン屋の大将：小林敏和（4）※複数
- 半グレ：佐藤聖之（5・6）
- 元・鬼塚組若頭 黒田信明：西守正樹（7）
- 元・鬼塚組組員 ヤマサキ：萬野崇博（7）
- 川崎烈風隊隊長 芹沢眞蔵：うえきやサトシ（9・10）
- 原田組組長 原田宗政：伊東潤（9）
- 黄金一家組長 相場武信：長友光弘（響）（9・10）
- ヒットマン：上村侑（9・10）
- 落合晴音（Another）
- 野口雅弘（Another）
- 征仁の兄：宅麻伸（Another）

## スタッフ
- 監督：藤原健一（1-8）→KAZU（9・最終章・Another）
- 企画：ライツキューブ
- 営業総括：鈴木祐介（ライツキューブ）
- プロデューサー：大岩良江（クイーンズカンパニー）・藤原健一（1・2・3）→大岩良江（4）→角田陸・服巻泰三
- 制作プロデューサー：大塚和雄（4）
- 脚本：花形怜（1・2・3）→神木雄司（4）→ZICO BATMAN（7・8）→藤原健一（9・最終章）
- 助監督：冨田大策（1・2・3）→石川二郎（4）
- 撮影・照明：中尾正人（1・2・3）→古谷巧（4）
- 録音：山口勉（1・2・3）→西岡正巳（4）
- 美術：プリティ岩本（1・2・3）→貝原クリス亮（4）
- 衣裳：大石幸平（1・2・3）→椎名倉平（4）
- ヘアメイク：坂口佳那恵
- スチール：中居挙子
- 音楽：輿語一平（1-8）→SHU（9・最終章）
- 整音効果：藤本淳（9・最終章）
- アクション：坂田龍平（ワイドルスタント）
- ガンエフェクト：浅生マサヒロ
- 特殊造型：土肥良成
- 音響効果：高島良太（1・2・3）→映像寿司（4）
- CG：川村翔太・川村珠帆
- 編集協力：石川二郎、映像寿司（1・2・3）
- 車輌：溝口真弘、大塚知雄（1・2・3）
- キャスティング協力：河合寛之、野口美奈
- 衣裳協力：sugar、BBCO
- アクション協力：ワイルドスタント
- 主題歌「夜の果てに吹く風よ」唄：坂本つとむ
作詞：森浩美、作曲：坂本つとむ、編曲：森拓人、ピアノ演奏：片岡英昭
- 制作協力：クイーンズカンパニー
- 製作：アドバンス→ライツキューブ
- 発売：ライツキューブ
- 販売：オールイン エンタテインメント（1-6）ライツキューブ（7・8・9・最終章・Another）

## DVDリリース
| タイトル                    | ジャケットコピー                                               | 発売日         |
| --------------------------- | -------------------------------------------------------------- | -------------- |
| 織田同志会 織田征仁         | 伝説の狂犬が牙を剥く─                                          | 2020年4月25日  |
| 織田同志会 織田征仁 第二章  | はらわたに、戦争ぶち込んでやるよ。                             | 2020年6月25日  |
| 織田同志会 織田征仁 第三章  | 時代に流されない、本物の男たち─                                | 2020年8月25日  |
| 織田同志会 織田征仁 第四章  | 闇に叫ぶ狂犬たち─                                              | 2020年12月25日 |
| 織田同志会 織田征仁 第五章  | 仕組まれた闇─                                                  | 2021年2月25日  |
| 織田同志会 織田征仁 第六章  | 闇に紅く光る刃─                                                | 2021年4月25日  |
| 織田同志会 織田征仁 第七章  | 四面楚歌──絶体絶命、侠たちの決意。                             | 2021年10月25日 |
| 織田同志会 織田征仁 第八章  | 驚天動地──腹を括った、侠の決断。                               | 2021年12月25日 |
| 織田同志会 織田征仁 第九章  | 最終抗争──悲しみは、血で洗い流せ。                             | 2022年6月25日  |
| 織田同志会 織田征仁 最終章  | さらば。悲しみと怒りを乗り越えたその先─ 男達が辿り着いた世界。 | 2022年8月25日  |
| 織田同志会 織田征仁 Another | 蘇る、その日まで──                                             | 2022年10月25日 |

## 配信
Netflix、U-NEXT、GYAO!、Paravi、FODプレミアム、Amazon Prime Video、dTVなどで配信されている。
テレビでは、東映チャンネル、ファミリー劇場などで放送。